# X.500
X.500 è una serie di elenchi standard su computer per i servizi di directory. È stata sviluppata
dal CCITT (ora ITU-T) nel 1988. L'ISO è stato un partner nella creazione degli standard, e li ha incorporati nella suite di protocolli OSI. ISO/IEC 9594 è il nome dato dall'ISO all'X.500 (ISO 9594 Data Communications Network Directory Recommendations X.500-X.521, 1990).
X.500 organizza le entry delle directory in una struttura gerarchica capace di supportare una grande quantità di informazioni. Definisce inoltre potenti metodi di ricerca per rendere più facile il recupero dell'informazione. Per la sua funzionalità e scalabilità, X.500 è spesso usato insieme a moduli aggiunti per far interagire servizi di directory incompatibili. Secondo questo standard, la comunicazione tra directory client e server usa il directory access protocol (DAP). Ma per essere operativo, il DAP richiede l'intera pila ISO/OSI, poiché è un protocollo del livello applicazione.
Per questo motivo, allo standard X.500 si preferisce oggi lo standard leggero LDAP.
Il protocollo definito da X.500 include:
- Directory Access Protocol
- Directory System Protocol
- Directory Information Shadowing Protocol
- Directory Operational Bindings Management Protocol